# Sandro Allegretti
Sandro Allegretti (Bergamo, 19 aprile 1938 – 20 ottobre 2014) è stato un restauratore e pittore italiano.

## Biografia
Le prime nozioni del disegno e della prospettiva vennero da lui apprese nello studio della pittrice Alda Ghisleni. Allegretti frequentò la scuola serale di pittura all'Accademia Carrara sotto la guida di Trento Longaretti.
Come restauratore iniziò la sua attività prima da allievo e poi da assistente di Mauro Pellicioli, per un periodo di circa vent'anni, restaurando molte opere antiche tra cui quelle di Leonardo, Giotto, Tiepolo, Raffaello, Giordano, Tiziano, Lotto, Giorgione, Carpaccio, Tintoretto, Bellini, Veronese e Vivarini. Con Pellicioli, in particolare, collaborò al restauro del Cenacolo di Leonardo, danneggiato in seguito alle bombe su Milano.
Nel 1958 restaurò il polittico di Jacopo Palma il Vecchio della chiesa di San Giacomo Maggiore a Peghera frazione di Taleggio intitolato Cristo in pietà, tra i santi Giacomo, Sebastiano e Rocco.
Nel 1974/1975 fu incaricato del restauro del Polittico di Ponteranica di Lorenzo Lotto con la direzione scientifica della Soprintendenza alle Gallerie della Lombardia.
Nel 1978 restaurò il grande dipinto di Tomaso Pombioli Trionfo di Maria tra uno stuolo di santi e sante della chiesa di San Martino di Leffe.
Si dedicò anche alla pittura, eseguendo ritratti (nel 2011 gli venne commissionato quello dell'allora Presidente del Brasile Lula), paesaggi e nature morte, adottando sia la tecnica dell'acquerello, sia quella del pastello.